# Райхенбах (притока Лідербаха)
Райхенбах (нім. Reichenbach) — річка у Німеччині, протікає по землі Гессен, річковий індекс - 2492. Площа басейну річки - 8 213 км². Загальна довжина річки - 4,9 км. Висота витоку - 658 м. Висота гирла - 320 м. 
Річкова система річки — Лідербах → Майн (приплив Рейну) → Рейн. Перепад висоти 338 м. 